# Photoscotosia fasciaria
Photoscotosia fasciaria là một loài bướm đêm trong họ Geometridae.